# Eleonorite
La eleonorite (oxiberaunite) è un minerale.